# José Antonio Cordero
José Antonio Cordero fue un militar argentino que luchó en las Guerras civiles argentinas.

## Biografía
José Antonio Cordero nació en Buenos Aires en 1815, hijo de José Cordero y Benita Berutti.
Tres hermanos suyos destacaron en la historia militar de su nación: Bartolomé, Mariano, José María.
Siguió la carrera de las armas y a los 16 años se desempeñaba como capitán en el ejército del general Gregorio Aráoz de Lamadrid.
Revistando en la 5.º compañía de Cazadores luchó en la batalla de La Ciudadela del 4 de noviembre de 1831 siendo tomado prisionero.
Fue fusilado por órdenes de Facundo Quiroga.